# Insecticide
Pour le jeu vidéo, voir Insecticide (jeu vidéo).

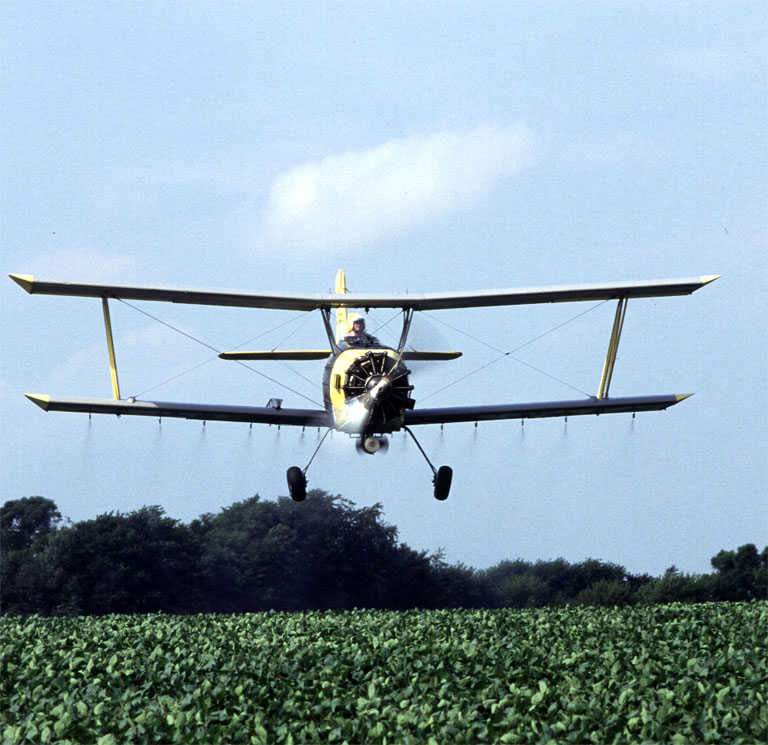
Avion diffusant de l'insecticide sur un champ (États-Unis). Cette pratique est interdite dans l'Union européenne.

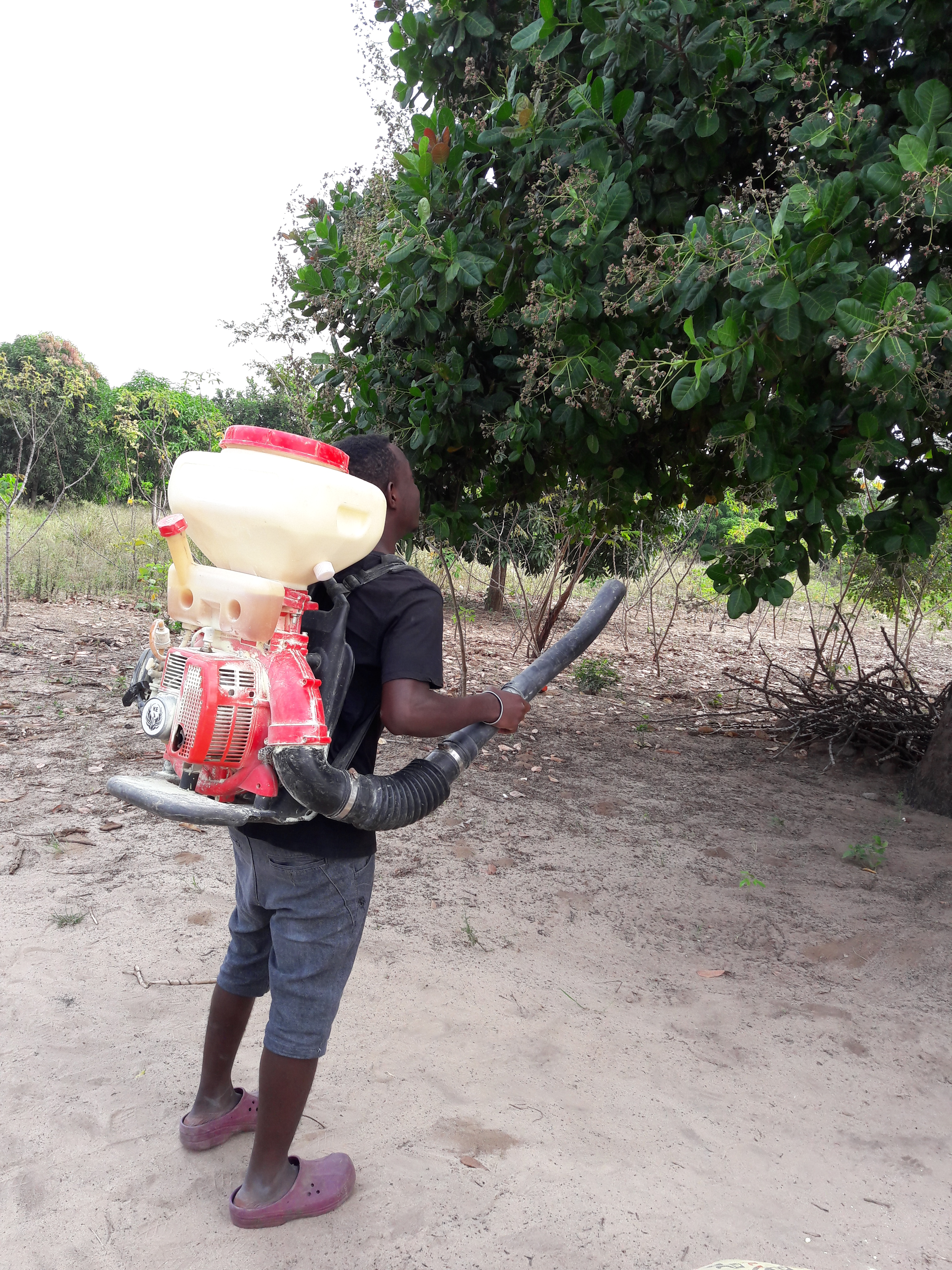
Vaporisation d'insecticide sur un arbre à cajou en Tanzanie.

Les insecticides sont des substances actives ou des préparations phytosanitaires ayant la propriété de tuer les insectes, leurs larves et/ou leurs œufs. Ils font partie de la famille des pesticides, eux-mêmes inclus dans la famille des biocides, tous deux réglementés en Europe par des directives spécifiques.
Le terme générique « insecticide » inclut aussi les pesticides destinés à lutter contre des arthropodes qui ne sont pas des insectes (ex : araignées ou acariens tels que les tiques) ainsi parfois que des répulsifs.
On distingue des produits agissant par contact, des produits « systémiques », et des produits à mode intermédiaire, dits « translaminaires ».
En termes de pollution et de dégradation de la biodiversité, parmi les produits phytopharmaceutiques et autres biocides, les insecticides semblent les plus impliqués, car biologiquement très actifs, et de plus en plus répandus dans l'environnement. Une étude récente (2015), la première ayant cherché à faire une évaluation globale de leurs impacts sur les milieux aquatiques a montré que plus de 50 % des insecticides détectés dans l'eau (sur la base de 11 300 analyses) l'étaient à des taux « dépassant les seuils réglementaires », ce qui fait conclure aux auteurs que « la pollution des eaux de surface résultant de l'utilisation actuelle d'insecticide agricole constitue une menace excessive pour la biodiversité aquatique » et qu'« une révision fondamentale des procédures réglementaires en vigueur et des pratiques d'application de pesticides sont nécessaires pour diminuer les impacts environnementaux globaux de l'agriculture intensive basée sur l'agrochimie ».
De 1955 à 2000, l'intensification de l’agriculture a entraîné une augmentation de plus de 750 % de la production de pesticides, une industrie qui représente aujourd’hui un marché de 50 milliards de dollars dans le monde.

## Familles chimiques
Elles sont liées aux modes d'action des insecticides, fondés par exemple sur la neurotoxicité de certaines molécules, ou sur leur impact sur la respiration cellulaire, la formation de la cuticule chitineuse, ou de la perturbation de la mue.
Ce sont principalement les :
- organophosphorés,
- carbamates,
- pyréthrinoïdes de synthèse,
- organochlorés,
- benzoylurées.

### Les organochlorés (organohalogénés)
Très utilisés de 1940 à 1970, ils sont en très nette régression.
Ce terme n'inclut pas systématiquement tout insecticide comportant dans sa formule un atome de chlore.
Ce sont des insecticides de contact : aucun n'a besoin d'être véhiculé par la sève dans les végétaux pour agir sur les insectes qui les mangent.
Les organochlorés sont des toxines neurotropes qui altèrent le fonctionnement des canaux sodium indispensables à la transmission de l'influx nerveux. Leur spectre d'action est large.
Le DDT, par exemple, agit sur l'insecte par contact et ingestion, induisant un tremblement généralisé (incoordination motrice) puis une paralysie qui met parfois 24 h pour s'installer.
La toxicité aiguë des organochlorés envers l'homme est relativement faible, dans les conditions normales d'utilisation, mais ce sont des substances très stables et bioaccumulables, donnant des produits de dégradation et de biotransformation (métabolites) encore plus stables, peu solubles dans l'eau, à faible tension de vapeur, d'où des problèmes d'accumulation dans les organismes et les écosystèmes via les chaînes alimentaires. Certains peuvent persister très longtemps dans les sols, les tissus végétaux et les graisses, ce pourquoi ils ont été interdits dans bon nombre de pays.
Outre leur rémanence excessive, leur usage a été freiné par des phénomènes de résistance apparus en particulier chez les Diptères (cas de l'aldrine), dont chez certains moustiques.
Exemples :
- - groupe du DDT : DDD, DDT, perthane, méthoxychlore, dicofol
  - groupe du HCH : lindane
  - groupe du chlordane : chlordane, heptachlore, aldrine, dieldrine, endrine, chlordécone, perchlordécone, diénochlore.
  - dérivé de l'essence de térébenthine : endosulfan, toxaphène, polychlorocamphène
  - divers : chlorfénétol, mirex, BHC (lindane), pentachlorophénol, chlorbenside.

### Les organophosphorés
La première commercialisation (parathion[Lequel ?]) date de 1944. Ils sont actuellement les insecticides les plus variés du marché. Ces produits n'ont guère de points communs entre eux, si ce n'est leur origine, une certaine liposolubilité et leur mode d'action sur le système nerveux. Ce sont des inhibiteurs de la cholinestérase, qui est bloquée sous une forme inactive : l'acétylcholine s'accumule au niveau de la synapse, empêchant la transmission de l'influx nerveux et entraînant la mort de l'insecte. Ce mode d'action explique leur haute toxicité vis-à-vis de l'homme et des animaux à sang chaud.
La plupart des organophosphorés pénètrent plus ou moins dans le tissu des plantes, étant semi systémiques, ou sont transportés par le système vasculaire de la plante : ils sont alors systémiques.
Ils se situent à l'opposé des organochlorés, avec une toxicité aiguë élevée mais une faible rémanence. Leur faible rémanence nécessite souvent la répétition des traitements pour assurer une longue protection. Ils pénètrent facilement dans l'organisme des insectes par leur liposolubilité élevée. Certains sont spécifiquement acaricides.
On distingue :
- Organophosphorés aliphatiques : acéphate, déméton, dichlorvos, dicrotophos, diméthoate, éthion, formothion, malathion, mévinphos, monocrotophos, naled, ométhoate, phorate, phosphamidon, trichlorfon

Ils sont généralement hautement toxiques et peu stables.
- Organophosphorés à cycle phényl : bromophos, chlorfenvinphos, fénitrothion, fenthion, fonofos, isofenphos, parathion[Lequel ?], parathion éthyl, parathion méthyl, phosalone, profénofos, protiophos

Ils sont plus stables que le groupe précédent (meilleure rémanence).
- Organophosphorés à hétérocycle : chlorpyrifos, diazinon, étrimfos, isoxation, quinalphos, méthidation, phosmet

Des produits issus de ces 3 groupes sont regroupés ci-dessous selon leur mode d'action :
- Produits de contact : bromophos, diazinon, fénitrothion, malathion, dichlorvos, fonofos, parathion[Lequel ?], phosmet, profénofos, téméphos, hepténophos, mevinphos, trichlorfon, phosalone
- Produits systémiques : diméthoate, formothion, isofenphos, triazophos, monocrotophos, ométhoate, phosphamidon, thiométon, vamidothion…

### Les carbamates
Ce vaste groupe regroupe les dérivés de l'acide carbamique, comprenant aussi un grand nombre de fongicides et d'herbicides.
Ils agissent comme les organophosphorés ; en inhibant la cholinestérase. Certains ont des actions spécifiques (aphicide, molluscicide). Le propoxur, bendiocarbe et dioxacarbe sont utilisés en lutte anti-paludique pour leur grande rémanence.
Ils agissent le plus souvent par contact bien que certains aient une action systémique (aldicarbe, benfuracarbeé). Leur rémanence est généralement faible.
On distingue :
- les méthyl carbamates à structure cyclique phényl : aminocarbe, BPMC, carbaryl, isocarbe, isoprocarbe (MICP), méthiocarbe, métolcarbe (MTMC), mexacarbe, promécarbe, propoxur.
- les méthyl et diméthyl carbamates à structure hétérocyclique : bendiocarbe, carbofuran, dimétilan, dioxacarbe, pirimicarbe.
- Les méthyl carbamates à chaîne aliphatique : aldicarbe, méthomyl, oxamyl, thiodicarbe.
  - Exemples : benfuracarbe, diallate, dimétan, éthiophencarbe, fénoxycarbe, formétanate, hydrochlorure de formétanate, mercaptodiméthur, thiofanoxe

### Les pyréthrinoïdes de synthèse
Insecticides dits « de troisième génération », ils sont copiés sur les pyrèthres naturels, en cherchant à augmenter leur toxicité et leur photostabilité.
Dotés d'une toxicité considérable et agissant par contact, ils tuent presque instantanément les insectes par effet choc neurotoxique, permettant de les utiliser à des doses très réduites (10 à 40 g de matière active par ha).
Comme les organochlorés, ils tuent l'insecte en bloquant le fonctionnement des canaux sodium indispensables à la transmission de l'influx nerveux.
Réputés peu toxiques pour l'homme, on leur attribue le coefficient de sécurité (rapport des toxicités pour les insectes et pour les mammifères) le plus élevé parmi les insecticides chimiques. Très biodégradables, ils ne persistent pas dans le milieu édaphique, mais ils sont très toxiques pour certains organismes aquatiques (poissons) ainsi que pour les auxiliaires de l'agriculture (dont les abeilles). Ils possèdent des propriétés diverses.
Une molécule donnée présente de nombreux isomères aux degrés d'activités variés. La synthèse industrielle cherche à ne produire que l'isomère le plus actif de la molécule.
- Exemples : bifenthrine, bioresméthrine, deltaméthrine, dépalléthrine, éthofenprox, fenpropathrine, cyperméthrine, fenvalérate, esfenvalérate, cyfluthrine, alphaméthrine, tralométhrine, fluvalinate, perméthrine, lambda-cyhalothrine, flucythrinate, téfluthrine, tralométhrine, zetacyperméthrine, bétacyfluthrine.

### Les néonicotinoïdes
Les néonicotinoïdes sont une classe d'insecticides agissant sur le système nerveux central des insectes avec une toxicité inférieure chez les mammifères. Cette classe présente trois grandes caractéristiques : D'abord, ils sont hautement toxiques pour les insectes. Ensuite, leurs propriétés systémiques qui les rendent présents dans toutes les parties de la plante traitée. Enfin, ils ont une longue persistance dans l'environnement.

### Les sulfones et sulfonates
Ils ont en commun une liaison soufre. Faiblement toxiques, ils ont des propriétés acaricides (contre œufs et larves), mais ils sont pratiquement inefficaces vis-à-vis des insectes.
- - Exemples : tétrasul, tétradifon, propargite.

### Les formamidines
Ce sont des insecticides acaricides caractérisés par la présence d'une structure -N=CH-N. Ils tuent les œufs et les jeunes stades larvaires. Ils sont efficaces contre les insectes ayant développé une résistance aux organophosphorés ou aux organochlorés.
- - Exemples : amitraze, chlordimeform, formetanate.

### Les benzoylurées (perturbateurs de mues)
C'est un groupe d'insecticides découvert en 1972, le diflubenzuron étant la première matière active commercialisée. Elle se caractérise par son mode d'action qui perturbe la formation de la chitine qui n'est plus sous forme fibrillaire des larves d'insectes. La chitine synthétase est le site actif. Les insectes meurent lors de la mue suivante. Ils sont faiblement toxiques pour l'homme. Le délai d'action est de 2 à 7 jours. Leur demi-vie est de 2 semaines.
- - Exemples : diflubenzuron, teflubenzuron, hexflumuron, lufénuron, triflumuron.

## Autres familles
Carbinols : Ce sont pratiquement tous des acaricides spécifiques. Proches du groupe du DDT, ils comprennent des dérivés chlorés et bromés.
- - Exemples: dicofol, chlorobenzilate, chloropropylate, chlorfénétol, bromopropylate.

## Insecticides d'origine végétale
Toutes les plantes produisent des molécules pour se défendre de leurs prédateurs, et en particulier des insectes. De nombreuses graines (Pois, haricots, grain de café notamment) contiennent des protéines spéciales (globulines) insectifuges). Certaines plantes sont depuis longtemps utilisées pour éloigner ou tuer des insectes, ou pour tuer d'autres invertébrés (comme vermifuge...), etc.
En Europe, les insecticides végétaux ont connu un développement important entre les deux guerres, avant d'être éclipsés par les insecticides de synthèse moins coûteux. Des cultures à grande échelle de plantes à propriété insecticide furent menées dans les années 1950. Ces insecticides sont extraits de diverses plantes par macération, infusion ou décoction. En voici quelques exemples :

### Les dérivés dupyréthre
Des composées du genre Chrysanthemum accumulent naturellement dans leurs capitules des substances insecticides, les pyréthrines. Tanacetum cinerariifolium est l'espèce la plus employée. Les fleurs, rappelant par leur forme les marguerites, sont broyées et séchées. La poudre obtenue est diluée au 1/10e dans de l'eau. L'effet est augmenté par l'addition d'adjuvants, tel que le piperonyl butoxyde. Peu toxiques, les pyréthrines sont très vite dégradées dans la nature. Elles sont actives contre de nombreux insectes avec un effet choc.

### Lesroténones
Elles sont extraites de racines, feuilles ou graines de légumineuses (Derris spp en Asie du Sud-Est et Lonchocarpus spp en Amérique du Sud). Elles sont très toxiques pour les poissons et certains insectes qu'elles paralysent (inhibition du complexe mitochondrial I, c'est-à-dire de la chaîne respiratoire à échelle cellulaire) mais sont à tort réputées inoffensives pour les abeilles et peu toxiques pour les animaux à sang chaud. Leurs effets résiduels sont réputés faibles. C'est un insecticide de contact, utilisé contre les insectes suceurs et broyeurs (pucerons, teignes, mouches des fruits, altises, noctuelles).
Préparation : des racines de Derris elliptica de 2,6 cm de diamètre sont lavées puis broyées avec un peu d'eau et de savon (1 part de savon, 4 parts de racines et 225 d'eau). La solution obtenue par filtrage est utilisée immédiatement. Attention ! Les roténones provoquent par contact de sévères lésions des régions génitales.

### Lanicotine
Extraite au niveau des feuilles et des tiges du tabac, Nicotiana tabacum (Solanaceae). Cet alcaloïde agit par inhalation, ingestion et contact. La nicotine a des propriétés acaricides, insecticide et fongicide. La nicotine se dégrade en 3-4 jours. C'est une substance très toxique pour l'homme, les mammifères et les poissons. Sa DL 50 est de 50 mg·kg-1. Elle peut être inhalée et absorbée directement à travers la peau : il faut donc éviter tout contact lors de sa manipulation. Le traitement est plus efficace s'il se déroule à température élevée (>30 °C). Il ne faut pas consommer les cultures traitées avant un délai de 4 jours.
Préparation : la bouillie se prépare en arrosant 1 kg de tiges et de feuilles avec 15 l d'eau plus une poignée de savon (agent mouillant). Après 24 h, ce mélange est filtré et prêt à l'emploi.

### L'azadirachtine, azadirine et autres alcaloïdes (neem)
Extraite d'un arbre (Azadirachta indica : Margousier) de la famille des Meliaceae, l'azadirachtine possède des propriétés insecticide et répulsive sur plus de 200 espèces d'insectes de 6 ordres différents et a des propriétés fongicides. Elle agit par contact et ingestion. Le produit se dégradant sous l'action de la lumière, il est conseillé de traiter en fin de journée. Le produit est efficace contre la teigne des crucifères, la coccinelle du melon et certaines cicadelles.
Le neem extrait des graines permet, à une concentration de 3-5 ppm, de protéger les denrées stockées sur une période de 6 mois.
Préparation : les graines sont débarrassées de la pulpe et les noyaux sont séchées à l'ombre. Une fois bien secs, ils peuvent être conservés plusieurs mois. Puis les graines sont réduites en poudre et mises à tremper dans de l'eau (25 à 50 g de graines par litre) pendant une nuit. La solution obtenue à partir des feuilles et graines est utilisée en pulvérisation contre les chenilles défoliatrices des cultures maraîchères.
Les feuilles et les fleurs sont placées sous la literie contre les poux et les puces. Une usine d'extraction de cette substance existe en Inde (1995) avec une capacité de traitement de 20 t par jour.
À Madagascar, l'espèce végétale utilisée est Melia azedarach (Meliaceae).
Ce produit est un perturbateur endocrinien, carcinogène génotoxique et provoque des atrophies sur les jeunes abeilles et des lésions dans le foie et les poumons des rats.
Par la décision 2008/941/CE du 8 décembre 2008, la Commission Européenne a refusé l'inscription de l'azadirachtine (substance active de l'Huile de neem) à l'annexe I de la directive 91/414/CEE, ce qui revient à interdire aux États membres d'incorporer cette substance active dans les préparations bénéficiant d'une autorisation de mise sur le marché sur leur territoire. Par conséquent son usage comme insecticide est interdit en agriculture, maraîchage, jardinage, espaces verts, serres. Un délai d'utilisation est maintenu jusqu'en 12/2010 (pouvant être prolongé au maximum jusqu'en 12/2011) . L'azadirachtine n'est d'ailleurs pas autorisée en France . Elle figure cependant parmi la liste des substances actives naturelles proposées par la commission « Moyens alternatifs et protection intégrée des cultures » de l'AFPP . Un usage dans des locaux (habitation, bureaux) est logiquement autorisé, car le produit relève alors de la directive biocides.

### Laquassine
Ce produit est extrait d'un arbre de 4 à 6 m de haut, le Quassia amara, de la famille des Simarubaceae au Brésil et en Amérique centrale, ainsi que d'un autre arbre atteignant 12 m, Picraena excelsa. 
Cette substance est présente essentiellement dans le bois. La quassine est pratiquement inoffensive pour les animaux domestiques et l'homme. Il n'affecte pas les insectes utiles tels que les abeilles et les coccinelles.
Soluble dans l'eau, c'est un produit systémique utilisé essentiellement contre les insectes suceurs (pucerons).
Préparation : on fait macérer 2 à 3 jours 1 kg de copeaux dans 6 litres d'eau. L'eau de trempage est utilisée en pulvérisation additionnée de 1 % de savon blanc. La quassine a une action insecticide et nématicide.
La longue persistance du goût très amer du produit empêche d'appliquer directement le produit sur les feuilles ou fruits consommables.
Par la décision 2008/941/CE du 8 décembre 2008, la Commission Européenne a refusé l'inscription de la quassine (quassia) (substance active de l'Huile de neem) à l'annexe I de la directive 91/414/CEE, ce qui revient à interdire aux États membres d'incorporer cette substance active dans les préparations bénéficiant d'une autorisation de mise sur le marché sur leur territoire. Par conséquent, son usage comme insecticide est interdit en agriculture, maraîchage, jardinage, espaces verts, serres. Un délai d'utilisation est maintenu jusqu'en 12/2010 (pouvant être prolongé au maximum jusqu'en 12/2011) . La quassia n'est d'ailleurs pas autorisée en France . Elle figure cependant parmi la liste des substances actives naturelles proposées par la commission « Moyens alternatifs et protection intégrée des cultures » de l'AFPP . Un usage dans des locaux (habitation, bureaux) est logiquement autorisé, car le produit relève alors de la directive biocides.

### Laryanodine
Cette substance est extraite de Ryania speciosa, de la famille des Flacourtiaceae et se rencontre en Amérique du Sud. On utilise les tiges, les racines et la sciure de tronc. Le produit agit par contact et l'effet est lent mais très puissant, les insectes cessant de se nourrir, de se déplacer et de se reproduire. C'est un insecticide sélectif par ingestion. Le ryania est peu toxique pour les vertébrés et l'effet dure au champ 5 à 9 jours. On obtient de bons résultats envers les larves de Lépidoptères.
Préparation : les racines, les feuilles ou les tiges sont séchées puis moulues finement. 30 à 40 g de poudre sont mélangés à 7 à 8 litres d'eau puis le liquide obtenu par filtrage est pulvérisé, tous les 10 à 14 jours en arboriculture.

### L'aconitine
Cette substance provient de diverses espèces d'Aconitum (A. fischeri, A. kuznezoffi, A. autumnale, A. napellus). Ces plantes contiennent de l'aconitine et d'autres alcaloïdes très toxiques pour les mammifères, les oiseaux et les invertébrés. Par voie orale, la dose létale chez l’homme varierait de 2 à 5 mg. En Chine, ces plantes sont cultivées pour le traitement de semences.

### Le géraniol
Le géraniol est obtenu par distillation fractionnée d'extraits naturels de Cymbopogon winterianus Jowitt. Il a été démontré que le géraniol en solution aqueuse avait une double action sur les insectes et tous les stades de la métamorphose, par étouffement et déshydratation de l'insecte, des œufs et des larves. C'est même l'un des meilleurs[réf. souhaitée] larvicides du marché.

### Le piment
Une décoction de piment a également un effet insecticide.[réf. nécessaire]

### Le café?
Une étude brésilienne a montré que les grains de café (non-torréfié) sont riches en globulines insecticides. Ces globulines se sont avérées en laboratoire très efficaces contre la larve du charançon du niébé (insecte modèle couramment utilisé pour tester l'activité insecticide des protéines) ; 50 % des larves exposées étaient rapidement tuées par d'infimes quantités de ces protéines du café. Des scientifiques imaginent créer des OGM exprimant le gène codant cette protéine, par exemple dans des céréales, en espérant que ces protéines ne soient pas directement ou indirectement nocives pour l'homme ou l'environnement si produites par des parties consommables des plantes cultivées ou si par croisement génétique elles étaient produites par des cousines sauvages.

## Efficacité
Elle varie selon les produits, selon les conditions d'application (vent, hygrométrie, qualité du pulvérisateur).
L'apparition et/ou diffusion (par le jeu de l'évolution et de la sélection naturelle) de gènes de résistance chez les insectes-cibles, ou non-cibles (ou arthropodes) peut réduire ou annuler leur efficacité ou poser de nouveaux problèmes (pullulation d'une espèce devenue résistante par exemple, telle que la mouche domestique ou le moustique ou divers déprédateurs des cultures).

## Marché
En 2011, le marché mondial des insecticides (y compris acaricides et nématicides) s'élevait à 14 milliards de dollars, dont 11,6 milliards pour les applications agricoles (traitements foliaires, du sol et des semences) et 2,4 milliards pour les applications non-agricoles.

## Impacts environnementaux
De par ses objectifs et son mode d'action, tout insecticide utilisé dans le milieu naturel a un impact écologique, plus ou moins important selon son efficacité, sa toxicité plus ou moins ciblée et sa rémanence dans l'environnement, même s'il s'agit d'un produit dit d'origine naturelle ou microbienne (Toxine Bt par exemple).
Parfois l'insecticide tue aussi les prédateurs naturels de l'espèce-cible (ou les fait régresser), ce qui perturbe les réseaux trophiques, y compris des agroécosystèmes, dans les rizières notamment ou la prédation intraguilde peut être modifiée. Les insecticides peuvent ainsi dégrader de nombreux services écosystémiques (via la régression des apidés et des papillons pollinisateurs par exemple) et paradoxalement favoriser la diffusion d'insectes parasites devenus résistants, dont Nilaparvata lugens, devenu le premier parasite du riz dans les rizières. Ils contribuent aussi directement et indirectement au déclin du plancton aérien à faire régresser les populations d'animaux insectivores (dont oiseaux tels qu'hirondelles et martinets) et d'autre part à limiter l'efficacité des pesticides en favorisant des phénomènes de résistances aux insecticides. À titre d'exemple, on a montré qu'en Camargue le fipronil était dans la nature in fine inefficace pour limiter certaines espèces de moustiques qui y sont pourtant sensibles en laboratoire : ainsi, le fipronil destiné à tuer les larves de chironomes a aussi dans la nature un impact négatif sur leurs prédateurs invertébrés (et indirectement sur les vertébrés), d'où l'absence paradoxale de différence dans l'abondance des chironomes entre parcelles biologiques et parcelles traitées par le fipronil. Dans les premières diffusions, l'espèce survit normalement, mais sans la seconde les insectes qui échappent aux pesticides ou devenus résistants se reproduisent d'autant mieux qu'ils ont moins de prédateurs (la biomasse en macroinvertébrés prédateurs) diminue dans les zones traitées ; soit par intoxication via l'alimentation, soit via le manque de nourriture pour les insectivores ou prédateurs d'insectivores. Plus haut dans la chaîne trophique, certains oiseaux tels les hérons régressent aussi. Les rizières conventionnelles ont donc une moindre valeur trophique que les rizières biologiques.
Parfois, l'insecticide tue des insectes qui eux-mêmes contrôlaient des ravageurs herbivores, ce qui peut poser de nouveaux problèmes dans les agrosystèmes.
Plusieurs études scientifiques menées par des chercheurs (INRA, CNRS) et des ingénieurs des filières agricoles et apicoles (ACTA, ITSAP-Institut de l’abeille, ADAPI), ont souligné l'impact négatif d'une classe d'insecticides, les néonicotinoïdes, sur les abeilles et bourdons en laboratoire et lors de tests en conditions contrôlées. Ces insecticides agissent sur le système nerveux central des insectes, et sont parmi les insecticides les plus utilisés à travers le monde. Ces molécules sont mises en cause par de nombreux apiculteurs pour expliquer le syndrome d'effondrement des colonies d'abeilles.

## Mode d'utilisation
Il est recommandé de ne pas pulvériser en présence de vent ou par temps ensoleillé (déshydratation des gouttelettes et évaporation dans l'air). Une hygrométrie élevée est favorable, mais il ne doit pas pleuvoir pendant ou juste après le traitement.
Il est parfois recommandé d'appliquer les insecticides à usage externe à la tombée de la nuit car, l'humidité de l'air remonte, certains composés sont détruits par les rayons du soleil et donc moins actifs s'ils sont répandus en journée. D'autre part, cela permettrait d'éviter de tuer certains insectes utiles tels que les abeilles. En effet, les abeilles s'abreuvant notamment de la rosée du matin, elles sont souvent intoxiquées si l'insecticide a été répandu en tout début de matinée. C'est cependant le soir que se forme la rosée, qui peut également être bue par d'autres espèces (espèces nocturnes notamment).

## Perspectives, prospective et recherche
Pour mieux étudier et comprendre le mode d'action des insecticides et répulsifs notamment utilisés dans la lutte anti-vectorielle pour le contrôle de maladies véhiculées et transmises par des moustiques, poux, puces, tiques de nouvelles méthodes pourraient être bientôt disponibles.
- la modélisation moléculaire et la modélisation des interactions moléculaires ;
- l'utilisation de cultures cellulaires. On a ainsi récemment (publication 2011) réussi à cultiver et utiliser des neurones isolés de moustiques Anopheles gambiae adultes, qui semblent pouvoir aider à mesurer l'efficacité plus ou moins répulsive ou insecticide de certaines molécules[25].

Dans la lutte anti vectorielle, des alternatives aux produits chimiques existent ou sont en cours développement, dont la lutte biologique (auxiliaires de l'agriculture), le piégeage par des phéromones, la diffusion de mâles et/ou femelles stérilisées, l'utilisation de virus, champignons ou bactéries infectieux pour les insectes (avec le risque de toucher des espèces non ciblées dans ce dernier cas, et de susciter des résistances)